# 主业会
主業會（拉丁語：Opus Dei，其拉丁語原名直譯為「天主的事工」），亦稱主業團，正式名稱為聖十字主教團和主業會（Sanctae Crucis et Operis Dei； Prelature of the Holy Cross and Opus Dei），是一個隸屬天主教會的自治社團。該組織之正式組織規格屬個人監督區（personal prelature，或稱屬人監督團）。該組織之使命為鼓勵社會中各個層面的基督徒在俗世的生活裏盡可能的去完全實踐其信仰，並將基督的福音傳播至全球及社會的各個層面及角落。該組織之構成成員有天主教平信徒以及屬於該團體的在俗司鐸，並由一位監督管理。
該組織在全球有會員約九萬人，其總部和聖堂設於羅馬。
其會祖 施禮華神父於1992年5月17日被教宗若望保祿二世冊列為真福品，並在2002年10月6日被列為聖人。

## 簡史
1928年10月2日，主業團在西班牙馬德里由聖若瑟瑪利亞·施禮華創立。1933年，建立第一間中心─DYA學院。1934年，該學院遷移並改制大學宿舍。1936年，因西班牙內戰，施禮華等人流亡，運作中斷。1937年，轉至安道尔共和國發展。1939年，返回西班牙馬德里，受到二戰影響發展中斷。1941年，獲馬德里主教理歐保陶‧艾尹豪給予教區性核准而成為信徒虔誠團體。1943年，為了能祝聖主業會男會員為司鐸，在獲得聖座同意後由理歐保陶·艾尹豪成立聖十字架司鐸會。1944年6月25日，祝聖首批主業會成員成為司鐸，分別為歐華路、何南德及莫熙傑三人。1946年，施禮華移居羅馬。1947年2月24日，獲教宗庇護十二世表揚，得到宗座認可為俗世會。1950年6月16日，教宗庇護十二世正式核准主業會，並接受平信徒入會。1969年，主業會在羅馬召開會議，主題討論依梵蒂岡第二屆大公会议改變主業會之定位。1975年6月26日，施禮華蒙席在羅馬逝世；當時成員已有六萬多人。1975年9月15日，依據會規召開選舉大會，歐華路蒙席當選為主業會創辦人之繼承人。1982年11月28日，教宗若望保祿二世以宗座憲令《但願如此》（“Ut sit”）建立主業會為教會自治社團，並委任歐華路主教為監督。

## 監督選任
在該職務出缺時，會眾乃依會規規範舉行選舉大會推舉出一位神父，再由教宗同意後接任。

## 流行文化

### 小說
- 《達文西密碼》

### 引用
1. ↑  .   [2017-03-10]. （原始内容存档于2020-09-21）.
2. ↑  . www.opusdei.org.tw.   [2017-03-10]. （原始内容存档于2018-03-03）.

## 外部連結
- 主業會全球網站（页面存档备份，存于）